# Knightia
 Knightia  ist eine ausgestorbene Gattung der Echten Knochenfische aus der Familie der Heringe, die vor allem von Fossilien aus der eozänen Green-River-Formation im US-amerikanischen Bundesstaat Wyoming bekannt ist.
Knightia war ein Süßwasser-Schwarmfisch von maximal 25 Zentimeter Länge und eine wichtige Nahrung für Raubfische. Er wird fossil immer in Massen gefunden. Man vermutet daher, dass sie oft Ereignissen wie etwa Algenblüten zum Opfer fielen.
Die ersten Fossilien von Knightia wurden in den 1840er-Jahren von Missionaren und Forschern gefunden, die durch den amerikanischen Westen reisten, um Wyoming zu erschließen. Die Gattung wurde nach dem Geologen Wilbur Clinton Knight benannt. Knightia ist das Staatsfossil von Wyoming.
Rückert-Ülkümen berichtet 1994 von einem Fund von Knightia sp. aus den neogenen Ablagerungen bei Süloğlu (Ostthrakien, Türkei). Dies wäre der erste Fund in Europa.
Es sind folgende Arten bekannt: K. branneri, K. alta und die Typusart K. eocaena. „Knightia brasiliensis“ aus dem „Tertiär“ Brasiliens ist 2010 von De Figueiredo aufgrund anatomischer Unterschiede in die Gattung Paleopiquitinga gestellt worden.

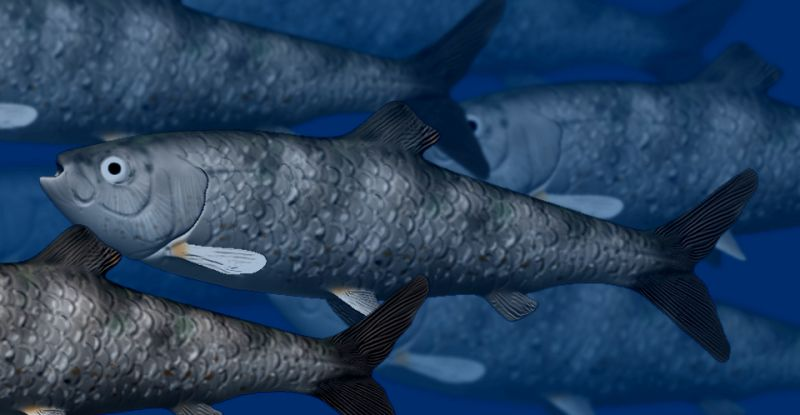
Lebendrekonstruktion von Knightia sp.